# Менцендорф
Менцендорф (нем. Menzendorf) — община в Германии, в земле Мекленбург-Передняя Померания.
Входит в состав района Северо-Западный Мекленбург. Подчиняется управлению Шёнбергер Ланд. Население составляет 261 человек (на 31 декабря 2010 года). Занимает площадь 9,79 км².